# Districtul Su-ngai Kolok
Su-ngai Kolok (în thailandeză สุไหงโก-ลก) este un district (Amphoe) din provincia Narathiwat, Thailanda, cu o populație de 69.757 de locuitori și o suprafață de 138,3 km².

## Componență
Districtul este subdivizat în 4 subdistricte (tambon), care sunt subdivizate în 19 de sate (muban).
| Nr. | Nume          | În thailandeză | Sate | Locuitori |  |
| --- | ------------- | -------------- | ---- | --------- |  |
| 1.  | Su-ngai Kolok | สุไหงโก-ลก      | 1    | 38,756    |  |
| 2.  | Pase Mat      | ปาเสมัส         | 7    | 16,765    |  |
| 3.  | Muno          | มูโนะ           | 5    | 8,553     |  |
| 4.  | Puyo          | ปูโยะ           | 6    | 5,683     |  |